# Penicillium brasilianum
Penicillium brasilianum är en svampart som beskrevs av Bat. 1957. Penicillium brasilianum ingår i släktet Penicillium och familjen Trichocomaceae.   Inga underarter finns listade i Catalogue of Life.